# Sörtésfejű gébics
A sörtésfejű gébics vagy más néven borneói sörtésmadár (Pityriasis gymnocephala) a madarak osztályának verébalakúak (Passeriformes) rendjébe, a Pityriaseidae családba tartozó, Pityriasis nemének egyetlen faja.

## Rendszerezés
Besorolása vitatott, egyes rendszerezők a varjúfélékhez (Corvidae) sorolják.

## Előfordulása
Borneó szigetén él, Brunei, Malajzia és Indonézia területén egyaránt előfordul.

## Megjelenése
Nagysága 25 centiméter. Tollazata sötétszürke, kivéve vörös fejét, egy fülszerű foltot és narancssárga fejtetejét.